# Eulemur mongoz
El lémur mangosta (Eulemur mongoz) es una especie de primate estrepsirrino de la familia Lemuridae que habita las selvas de Madagascar y las islas Comores.